# 1-(1-萘甲基)咪唑
1-(1-萘甲基)咪唑是一种有机化合物，化学式为C14H12N2。它可由咪唑、氢化钠和1-氯甲基萘在1,4-二氧六环中于90 °C反应制得。它和2,2'-二碘乙醚在四氢呋喃中回流反应，可以得到2,2'-二[3-(1-萘甲基)咪唑鎓-1-基]乙醚二碘化物。